# بلین مرشان
بلین مَرشان (به فرانسوی: Blaine Marchand)(متولد ۱۹۴۹ در اتاوا، Ontario) یک نویسنده کانادایی است. مارچند، آثار گوناگونی در زمینه شعر، ادبیات داستانی و رمان منتشر کرده‌است.
وی که مدتی زیادی مدیریت آزانس توسعه بین‌المللی کانادا را بر عهده داشت، توانست آثار زیادی را با الهام از سفرهای متعددی که داشت خلق کند. مارچند در سال ۲۰۱۲ به عنوان ناشر میهمان مجله شعر کانادا به نام والوم (Vallum) بود که به شعر پاکستان می‌پرداخت.
وی از سال ۱۹۹۲ تا سال ۱۹۹۴ ریاست انجمن شاعران کانادا را بر عهده داشت. او همچنین بنیان‌گذار انجمن نویسندگان مستقل کانادا، فستیوال کتاب ولی(Valley) و Canadian Review و ستون‌نویس نشریه دگرباشی (LGBT) اتاوا به نام !Capital Xtra بود.
او خود را علناً گی معرفی کرده و اکنون در اتاوا کانادا زندگی می‌کند.

## جوایز
- ۱۹۷۱ - جایزه May Cook Sonnet جرجیا
- ۱۹۸۷ - جایزه شعر Anthos
- ۱۹۹۰ - جایزه نفر دوم مسابقه شعر انجمن شاعران کانادا
- ۱۹۹۲ - جایزه آرکیبالد لمپمن

## آثار منتشر شده

### شعر
- بعد از حقیقت. Borealis Press. 1979. ISBN 978-0-88887-051-3.
- شلیک. Anthos Books. 1987. ISBN 978-0-920798-07-2.
- یک باغ بسته. Cormorant Books. 1991. ISBN 978-0-920953-52-5.
- حضور فیزیکی. Quarry Press. 1994. ISBN 978-1-55082-141-3.
- روزنه. BuschekBooks. 2008. ISBN 978-1-894543-46-0.
- چاقوهای حکاکی. BuschekBooks. 2009. ISBN 978-1-894543-58-3.

### رمان
- سفر به آفریقا. Media-Sphere, Youth Editions. 1990. ISBN 978-0-662-18070-8.

### غیر داستانی
- Deborah Fletcher; Blaine Marchand; Louis Valenzuela (1981). اتاوا از صفر تا صد. Deneau Publishers. ISBN 978-0-88879-058-3.

### مجموعه‌ها
- تنوع باغها. Cormorant Books. 1988. ISBN 0-920953-01-8.
- شاعران پایتخت: مجموعه اتاوا. (Ouroboros, 1989).
- تنوع باغهای بیشتر 2. Mercury Press. 1990. ISBN 978-0-920544-76-1.